# Appendicularia
Appendicularia DC.é um género botânico exclusivamente marinho pertencente à família Melastomataceae. Recebem esse nome por causa da cauda que funciona como um apêndice propulsor.

## Espécies
O gênero apresenta duas espécies:
- Appendicularia entomophila
- Appendicularia thymifolia